# Norbert Walter-Borjans

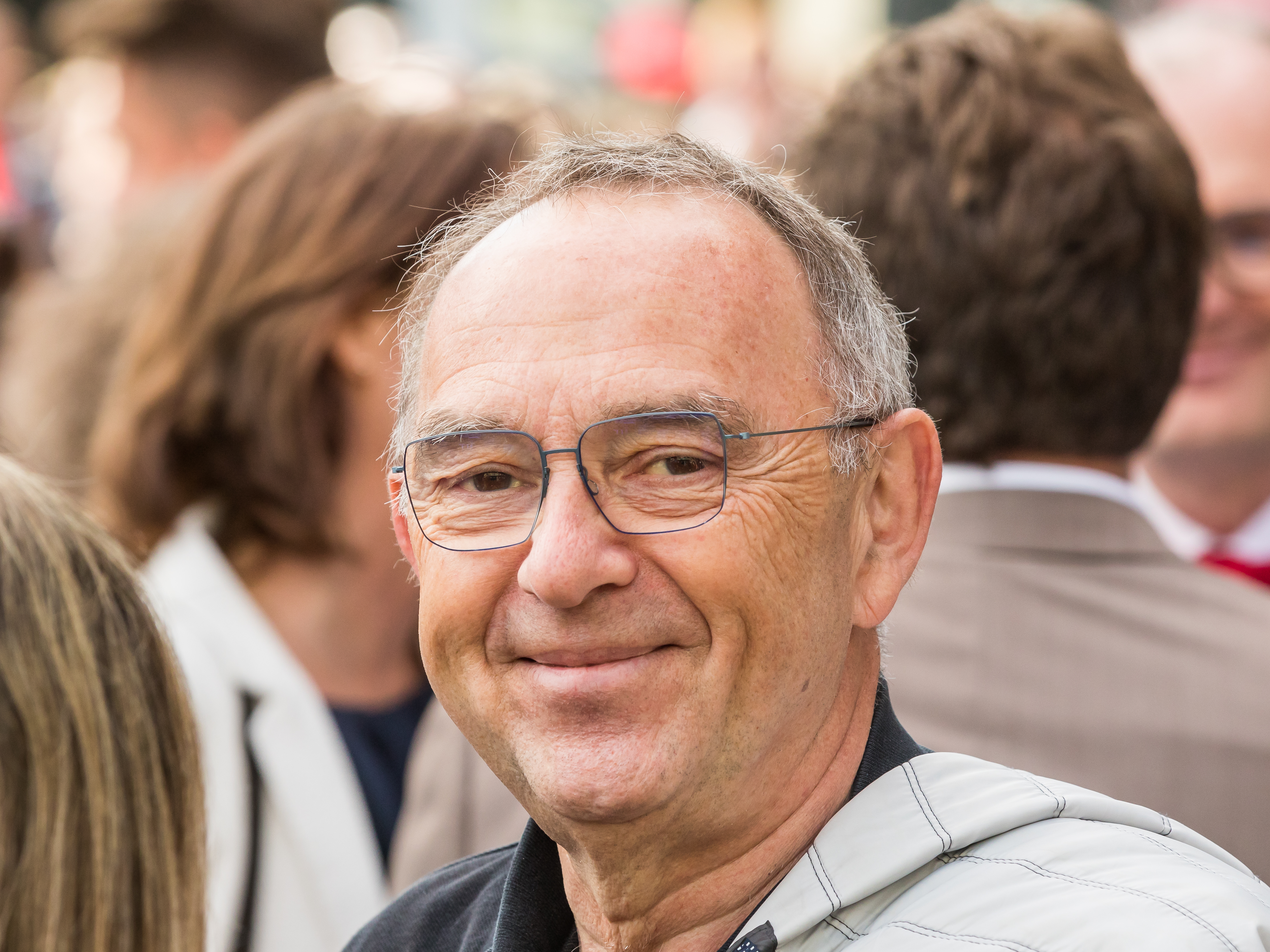
Norbert Walter-Borjans (2022)

Norbert Peter Walter-Borjans (* 17. September 1952 in Krefeld-Uerdingen als Norbert Peter Walter, auch bekannt als NoWaBo) ist ein deutscher Politiker (SPD).
Er war von 2019 bis 2021 neben Saskia Esken Parteivorsitzender und bildete mit ihr die fünfzehnte Bundesparteiführung der SPD seit 1945. Zuvor war er von 2010 bis 2017 Finanzminister des Landes Nordrhein-Westfalen und in den Jahren 2012, 2014 sowie 2016 Vorsitzender der deutschen Finanzministerkonferenz.

## Leben

### Herkunft und Schulbildung
Norbert Walter-Borjans wuchs in den 1950er und 1960er Jahren als Arbeiterkind im heutigen Meerbuscher Stadtteil Lank-Latum auf. Sein Vater war Schreiner, seine Mutter Schneiderin. Nach dem Besuch der Volksschule war Walter-Borjans in den Jahren 1966 bis 1971 Gymnasiast am Gymnasium Fabritianum in Krefeld-Uerdingen, das er im Jahr 1971 mit dem Abitur abschloss.

### Studium und berufliche Anfänge
Walter-Borjans studierte 1971/1972 zwei Semester Informatik und ab 1972 Volkswirtschaftslehre an der Rheinischen Friedrich-Wilhelms-Universität Bonn; er beendete dieses 1978 als Diplom-Volkswirt.
Er begann 1978 seine berufliche Laufbahn im Produktmanagement bei Henkel in Düsseldorf. 1980 ging er an die Universität Köln mit dem Ziel der Promotion in Volkswirtschaftslehre. 1982 wurde Walter-Borjans an der wirtschafts- und sozialwissenschaftlichen Fakultät der Universität zu Köln zum Dr. rer. pol. promoviert.
Er war bis 1984 wissenschaftlicher Assistent am Institut für Verkehrswissenschaft/Seminar für Wirtschaftstheorie unter der Leitung von Rainer Willeke. Sein Forschungsschwerpunkt waren die Auswirkungen des Fernstraßenbaus auf Wirtschaft und Umwelt. Die Lehrtätigkeit am Seminar für Wirtschaftstheorie umfasste vor allem Wettbewerbs- und Geldpolitik. Walter-Borjans war 1986 eines der Gründungsmitglieder des für eine ökologische Verkehrspolitik eintretenden Verkehrsclubs Deutschland (VCD) und bis Ende 1990 dessen stellvertretender Bundesvorsitzender.

### Tätigkeiten in der NRW-Staatskanzlei
1984 wechselte Walter-Borjans zur Staatskanzlei des Landes Nordrhein-Westfalen. Seine Tätigkeitsfelder betrafen die Analyse des Strukturwandels und die Haushalts- und Finanzpolitik des Landes. 1990/91 koordinierte er im Auftrag des damaligen Chefs der Staatskanzlei, Wolfgang Clement, den fraktionsübergreifenden Einsatz für Bonn als Bundeshauptstadt. 1991 berief ihn Ministerpräsident Johannes Rau (SPD) zunächst zum stellvertretenden, und dann bis 1998 zum NRW-Regierungssprecher.

### Staatssekretär im Saarland und NRW
Mit dem Wechsel im Amt des Ministerpräsidenten im Jahr 1998 von Johannes Rau zu Wolfgang Clement schied Walter-Borjans als Regierungssprecher aus und ging als Staatssekretär der saarländischen Wirtschafts- und Finanzministerin Christiane Krajewski (SPD) nach Saarbrücken (Kabinette der Ministerpräsidenten Oskar Lafontaine und Reinhard Klimmt).
Nach der Niederlage der SPD bei der saarländischen Landtagswahl 1999 arbeitete Walter-Borjans als freiberuflicher Unternehmensberater in Saarbrücken und Köln, bis ihn der damalige nordrhein-westfälische Ministerpräsident Peer Steinbrück (SPD) und Wirtschafts- und Arbeitsminister Harald Schartau (SPD) 2004 als Wirtschafts-Staatssekretär zurück nach Düsseldorf holten. Dieses Engagement endete mit der Niederlage der SPD bei der nordrhein-westfälischen Landtagswahl 2005. Danach arbeitete Walter-Borjans erneut als Unternehmensberater, u. a. für die Wohnungswirtschaft und Institutionen der Weiterbildung.

### Dezernent in Köln
Im Mai 2006 wählte der Rat der Stadt Köln Norbert Walter-Borjans zum Wirtschafts- und Liegenschaftsdezernenten (Dezernat III). In diese Zeit fielen namhafte Neuansiedlungen wie die von AMB Generali Deutschland, Microsoft, die Europazentrale des chinesischen Baumaschinenherstellers Sany und die Entscheidung zur Verlagerung der Lanxess-Unternehmenszentrale von Leverkusen nach Köln.
Im Mai 2009 übertrug der Kölner Rat Norbert Walter-Borjans zusätzlich das Amt des Stadtkämmerers (Dezernat II). Seine Amtszeit war geprägt von der Umstellung der kommunalen Haushalte von der kameralistischen auf die doppelte Buchführung, der Stärkung der Bürgerbeteiligung bei der Haushaltsaufstellung, vor allem aber der Bewältigung der Finanzkrise mit starken Einbrüchen bei Steuereinnahmen und Wirtschaftskraft. An seinem letzten Arbeitstag als Kölner Kämmerer kündigte Walter-Borjans den umstrittenen Mietvertrag mit dem Oppenheim-Esch-Fonds über die neuen Messehallen aus dem Jahr 2003, nachdem der Europäische Gerichtshof die fehlende Ausschreibung des Projekts moniert hatte.
Bundesweite Aufmerksamkeit erhielt die von Walter-Borjans Ende 2009 initiierte Kulturförderabgabe, die durch einen Aufschlag auf Übernachtungen in Hotels und Pensionen erhoben wird. Die Abgabe wurde unter der Bezeichnung Bettensteuer bzw. Kursteuer heftig diskutiert und vor allem vom Deutschen Hotel- und Gaststättenverband (DEHOGA) bekämpft, der bei der CDU/CSU/FDP-geführten Bundesregierung gerade erst die Senkung der Mehrwertsteuer für Hotels ab 2010 durchgesetzt hatte. Am 11. Juli 2012 wurde diese Steuer vom Bundesverwaltungsgericht in Leipzig für „teilweise verfassungswidrig“ erklärt. Das Urteil erlangte Rechtskraft.

### Finanzminister von Nordrhein-Westfalen
In den Kabinetten von Hannelore Kraft bekleidete Walter-Borjans das Amt des Finanzministers. Er widmete sich den Themen Steuerhinterziehung und Steuergerechtigkeit als Schwerpunkte seiner Arbeit. 2011 sprach er sich als Mitglied des Bundesrates gegen einen von der schwarz-gelben Bundesregierung bereits ratifizierten Entwurf eines bilateralen Steuergesetzes mit der Schweiz aus. Nach seiner Meinung hätte dies einen Freifahrtschein für Steuerhinterzieher bedeutet, da es den Ankauf von Steuer-CDs verhindert hätte. Walter-Borjans setzte gegen allen Widerstand weiterhin auf den Erwerb von Datensätzen mutmaßlicher Steuerbetrüger. „Die Angst vor der Entdeckung ist das wirksamste Instrument gegen Steuerhinterziehung“, lautete sein Credo. Der Bundesrat stimmte am 23. November 2012 gegen das Gesetz. Walter-Borjans begründete vor der Abstimmung als Vertreter Nordrhein-Westfalens die Nichtzustimmung des Bundeslandes.
Im Dezember 2012 plante Walter-Borjans eine Bundesratsinitiative zur Verschärfung von Verjährungsfristen bei Steuerbetrug. Diese Initiative beschloss die nordrhein-westfälische Landesregierung am 23. April 2013, nachdem bei der Zusammenarbeit mit Niedersachsen und Rheinland-Pfalz der Antrag um weitere Maßnahmen ergänzt wurde. Im Vorfeld der Finanzministerkonferenz im Mai 2014 setzte Walter-Borjans sich auch bei Verhandlungen mit den Finanzministern der anderen Parteien für Verschärfungen bei strafbefreienden Selbstanzeigen ein und einigte sich mit seinen Kollegen auf Änderungen der bisherigen Regelungen, die unter dem Vorsitz von Walter-Borjans in der Konferenz beschlossen wurden. Bundesfinanzminister Wolfgang Schäuble trug den Beschluss mit. Die Verschärfung trat im Januar 2015 in Kraft.
Des Weiteren setzte sich Norbert Walter-Borjans als Finanzminister für eine zunehmende Steuertransparenz und eine Ausweitung der Bürgerfreundlichkeit in der NRW-Finanzverwaltung ein. In verschiedenen Initiativen, etwa einem besser verständlichen Steuerbescheid, sollen Steuerzahler über ihre jeweiligen Steuerbeiträge und über ihren Beitrag zu staatlichen Leistungen informiert werden.
Zur Eindämmung des Steuerbetrugs machte sich Walter-Borjans ebenfalls für die Ausweitung des bargeldlosen Zahlungsverkehrs stark. In die gleiche Richtung zielten seine Bemühungen zur Einführung manipulationsresistenter Registrierkassen durch eine entsprechende Dokumentations-Software.
Zu den weiteren Eckpfeilern – insbesondere seiner zweiten Amtszeit als Finanzminister nach den Landtagswahlen im Mai 2012 – gehörte die Initiative zur steuerlichen Gleichstellung gleichgeschlechtlicher Lebensgemeinschaften, die erst nach heftigen politischen Debatten und letztlich durch ein Urteil des Bundesverfassungsgerichts umgesetzt wurde, sowie das Drängen auf eine Neuordnung der Bund-Länder-Finanzbeziehungen. Für NRW pochte Walter-Borjans auf eine gerechtere und transparentere Verteilung von Steuergeldern im Länderfinanzausgleich, in dem das Land bisher hohe Beiträge einzahlte und trotzdem als „Nehmerland“ galt.
In die Amtszeit von Norbert Walter-Borjans sowohl als Finanzminister als auch als Aufsichtsrat fiel die auf Verlangen der Europäischen Kommission erfolgte Abwicklung der ehemaligen Westdeutschen Landesbank (WestLB), weil deren Eigenkapitalerhöhungen aus NRW-Staatsmitteln und deren NRW-Staatsgarantien dem EU-Beihilferecht widersprachen. Rechtsnachfolgerin der WestLB wurde im Juli 2012 die heutige Portigon. Die ebenfalls aus der Aufspaltung der WestLB hervorgegangene Erste Abwicklungsanstalt (EAA) erhielt die Aufgabe, risikoorientierte Papiere und nicht mehr rentable Arbeitsbereiche abzuwickeln und auf eine Bad Bank zu übertragen. Die Belegschaft der Portigon wurde in der Amtszeit der rot-grünen Landesregierung entsprechend den Abwicklungsstadien von knapp 4.200 im Jahr 2010 auf 1.300 Beschäftigte im Jahr 2015 reduziert.
Walter-Borjans setzte in seiner Amtszeit als Finanzminister zunächst in einer Minderheitsregierung die präventive Sozialpolitik der rot-grünen Landesregierung um, die mit sofortigen Ausgaben die Verringerung späterer Reparaturkosten anstrebte. Der Nachtragshaushalt 2010 und der Haushalt 2011 verstießen wegen zu hoher Schulden gegen die Landesverfassung. Der Haushalt 2012 wurde als verfassungswidrig gerügt, weil er zu spät in den Landtag eingebracht wurde und damit die Rechte des Landtags missachtet wurden. Walter-Borjans’ Reform der Beamtenbesoldung, bei der Tarifverbesserungen lediglich für untere Besoldungsgruppen vorgesehen waren und nicht für höhere Besoldungsgruppen, wurde 2014 ebenfalls als verfassungswidrig gerügt. Der Schuldenstand Nordrhein-Westfalens stieg von 123,3 Milliarden Euro am 31. Dezember 2009 auf 174,4 Milliarden Euro am 31. Dezember 2017, eine Steigerung von 41,4 Prozent.
Zu Konsolidierungszwecken des Landeshaushalts und zur Senkung der Nettoneuverschuldung sowie der Einhaltung der Schuldenbremse im Jahr 2020 beschloss das NRW-Landeskabinett eine Reihe von Einsparungen. Dazu gehörte auch eine gestaffelte Übertragung des ausgehandelten Tarifergebnisses der Angestellten auf die Beamten des Landes. Nach Protesten und einem Urteil des Landesverfassungsgerichts in Münster insbesondere gegen die vorgesehene zweijährige Nullrunde für die Gehälter von Beamten ab Besoldungsgruppe A 13 vereinbarte die Landesregierung in Gesprächen mit Gewerkschaften eine deutliche Abschwächung der vorgesehenen Einsparungen von 700 Millionen Euro auf 220 Millionen Euro. In den Folgejahren sollte das ursprüngliche Sparziel schrittweise erreicht werden.
Als Finanzminister war Walter-Borjans Mitglied im Beirat der Deutschen Bundesbank-Filiale in Düsseldorf und vertrat das Land Nordrhein-Westfalen in den Aufsichtsräten der NRW Bank, Ruhrkohle AG und Portigon AG (ehemals WestLB). Darüber hinaus war Walter-Borjans Vorsitzender des Finanzausschusses des Bundesrates. Am 1. Dezember 2011 wurde er für das Kalenderjahr 2012 erstmals zum Vorsitzenden der Finanzministerkonferenz gewählt. In den Kalenderjahren 2014 und 2016 übernahm Walter-Borjans diese Aufgabe erneut.
Nach der Landtagswahl in Nordrhein-Westfalen 2017 und der Abwahl der rot-grünen Regierung unter Hannelore Kraft verlor Walter-Borjans das Amt des Finanzministers am 27. Juni 2017.

### SPD-Parteivorsitz

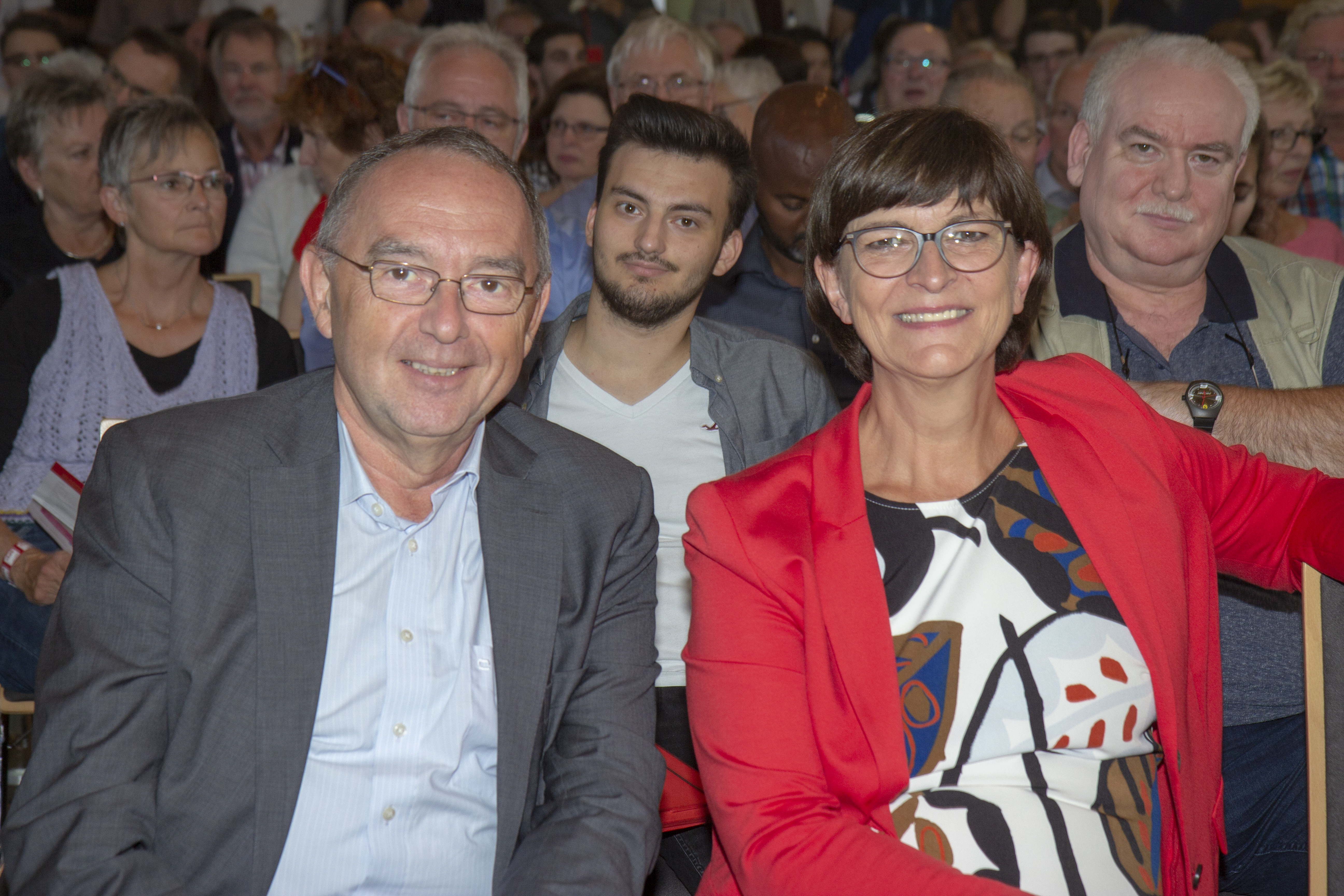
Norbert Walter-Borjans (l.) und Saskia Esken (r.) bei der SPD Regionalkonferenz zur Wahl des SPD-Vorsitzes am 10. September 2019 in Nieder-Olm

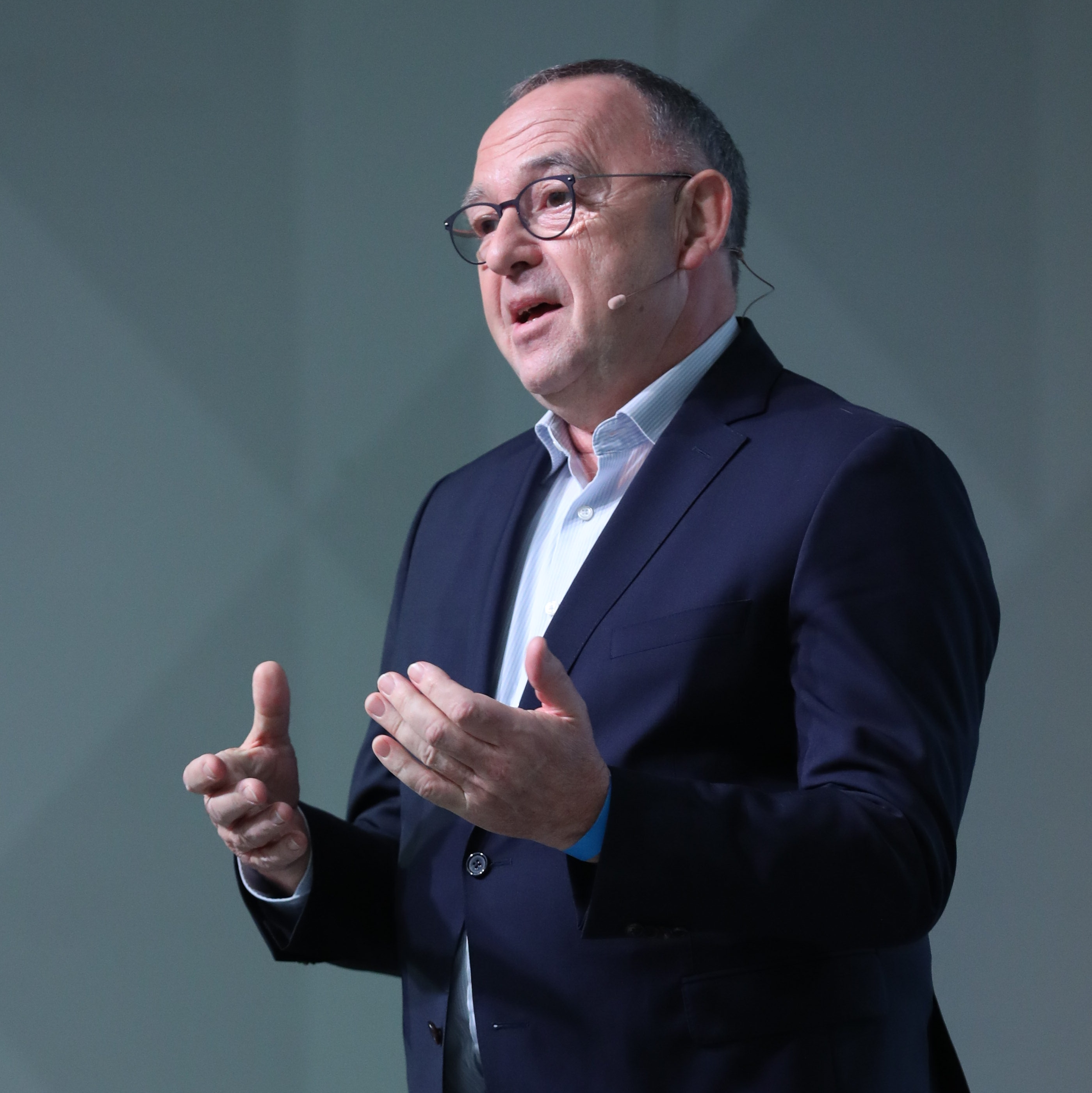
Walter-Borjans bei der Unterzeichnung des Koalitionsvertrages der Ampelparteien (2021)

Bei der Wahl zum SPD-Vorsitz 2019 kandidierte Walter-Borjans zusammen mit der Bundestagsabgeordneten Saskia Esken. Nominiert wurden sie von der SPD Nordrhein-Westfalen. Beim ersten Wahlgang im Oktober 2019 belegten Esken und Walter-Borjans mit 21,0 Prozent der Stimmen den zweiten Platz hinter Klara Geywitz und Olaf Scholz, die 22,7 Prozent der Stimmen erhielten. Bei der Stichwahl im November 2019 erhielten Esken und Walter-Borjans 53,1 Prozent der Stimmen und Geywitz und Scholz 45,3 Prozent der Stimmen. Auf dem Bundesparteitag am 6. Dezember 2019 wurden Walter-Borjans mit 89,2 Prozent und Esken mit 75,9 Prozent der Delegiertenstimmen zu Bundesvorsitzenden gewählt. Am 29. Oktober 2021 wurde bekannt gegeben, dass er beim SPD-Parteitag im Dezember 2021 nicht mehr für den Parteivorsitz kandidieren werde.

## Politische Positionen
Walter-Borjans war während des Studiums Anhänger der Wirtschaftspolitik von John Maynard Keynes. Er spricht sich für eine höhere Neuverschuldung und gegen die Schuldenbremse aus.
Walter-Borjans forderte im November 2018, Menschen mit unteren sowie mittleren Einkommen durch die Steuerpolitik zu entlasten und Personen mit hohen Einnahmen „ein Stück weit stärker zu belasten“. Im Kampf gegen Steuerbetrug befürwortete er einen besseren gesetzlichen Schutz von Whistleblowern. Zudem warf Walter-Borjans einigen Interessengruppen wie dem Bund der Steuerzahler Deutschland und der Initiative Neue Soziale Marktwirtschaft vor, dass sie „in Wahrheit die Privilegien von Hochvermögenden sichern wollen“. Er forderte „eine wesentlich höhere Grundbildung in steuerpolitischen Fragen“ als „Gegenlobby“.
Walter-Borjans empfahl im Herbst 2018 auch, Steuertricks von Internetkonzernen durch die Besteuerung des Umsatzes mit Daten zu verhindern. Er sagte, die Bundesregierung (Merkel IV) mit dem Finanzminister Olaf Scholz (SPD) solle „in dieser Frage ihre Haltung ändern“. Im Kampf für mehr Steuergerechtigkeit zeige die SPD „aus Angst vor der eigenen Courage zu wenig Haltung“.
Walter-Borjans forderte deshalb die Einführung der Verpflichtung zum Country-by-Country-Reporting.
Walter-Borjans war ab März 2019 Fellow bei der Bürgerbewegung Finanzwende, die sich unter anderem gegen Finanzkriminalität einsetzt. Mit seiner Wahl als Teil der Doppelspitze zum SPD-Parteivorsitzenden schied er im Januar 2020 als Fellow aus. Nach seinem Ausscheiden aus der SPD-Doppelspitze im Dezember 2021 und einer Übergangszeit ist er seit November 2022 wieder Fellow von Finanzwende. Seit 2024 ist er Sprecher des Aufsichtsrates.
Walter-Borjans kritisierte im November 2019 die Rüstungspolitik der deutschen Bundesregierung Merkel IV (eine schwarz-rote Koalition) und forderte das Ende von Waffenexporten in Gebiete außerhalb von Europa. Hinsichtlich der Fortsetzung der Großen Koalition mit der CDU/CSU wollte Walter-Borjans nach seinem Gewinn der Urwahl unter den SPD-Mitgliedern zunächst den nächsten SPD-Parteitag anhand von Sachfragen hierzu abstimmen lassen. 
Walter-Borjans und seine designierte Co-Vorsitzende Saskia Esken revidierten diese Position Anfang Dezember 2019.
Im Januar 2020 forderte er als SPD-Vorsitzender die Einführung einer Bodenwertzuwachssteuer. Damit sollten Eigentümer von Grundstücken einmalig einen Teil des theoretischen Wertzuwachses als Steuer abführen. Eine solche Steuer würde anhand des aktuellen Marktwertes des Grundstücks berechnet werden. Kritik löste das vor allem bei CDU und FDP aus. Diese kritisierten, dass dadurch die ohnehin schon hohen Mieten weiter steigen würden, weil Vermieter die Bodenwertzuwachssteuer auf die Mieten umlegen würden.
Walter-Borjans befürwortete 2019 die Entkriminalisierung von Cannabis „unter strengen Auflagen und unter strikter Beachtung des Jugendschutzes“.
Er unterzeichnete 2023 wie auch zahlreiche Gewerkschafter und SPD-Mitglieder einen u. a. von Peter Brandt initiierten „Friedensappell aus der Mitte der Gesellschaft“, der am 1. April 2023 in einigen Zeitungen veröffentlicht wurde. Des Weiteren gehört er dem friedenspolitischen Gesprächskreis Erhard-Eppler-Kreis an.

Im Juni 2025 gehörte Walter-Borjans zu den Erstunterzeichnern eines SPD-intern so genannten Manifests, in dem ein grundlegender Wandel in der deutschen Sicherheits- und Außenpolitik gefordert wird. Die SPD ist seit der vorgezogenen Bundestagswahl 2025 Juniorpartner ist einer schwarz-roten Koalition.
In dem Papier wird der Aufwuchs der Bundeswehr kritisiert und Friedensgespräche mit der russischen Staatsführung werden gefordert.

## Privates
Norbert Walter-Borjans ist verheiratet, hat vier erwachsene Kinder und lebt in Köln-Sülz. Seit 1986 führt er auch den Nachnamen seiner Frau, von der er mittlerweile getrennt lebt. Seine neue Lebensgefährtin ist Ingrid Hentschel. Zu seinen Hobbys gehört die Bildhauerei; er besuchte mehrfach Marmor-Workshops in der Toskana.

## Veröffentlichungen
- Steuern – Der große Bluff. Der frühere NRW-Finanzminister berichtet von seinem Kampf gegen Steuerhinterziehung und widerlegt die Mythen, die über unser Steuersystem verbreitet werden. Kiepenheuer & Witsch, Köln 2018, ISBN 978-3-462-05176-6.

## Kabinette
- Kabinett Kraft I (2010–2012): Finanzminister von Nordrhein-Westfalen
- Kabinett Kraft II (2012–2017): Finanzminister von Nordrhein-Westfalen